# Drzewce (Gostynin)
Drzewce – część miasta Gostynina w woj. mazowieckim, w powiecie gostynińskim, położona w ekstremalnie południowej części miasta przy ulicy Drzewce.
Do 1925 roku osada w gminie Lucień. 1 lipca 1925 włączona do Gostynina.